# Laurie Metcalf
Laura Elizabeth Metcalf (n. 16 iunie 1955) este o actriță americană. De-a lungul carierei sale de patru decenii, a câștigat trei premii Emmy Primetime, două premii Tony și a fost nominalizată la premiile Oscar și British Academy Film Award.
Metcalf și-a început cariera cu Steppenwolf Theatre Company și lucrează frecvent în teatrul din Chicago. Pentru spectacolele sale și pentru munca pe Broadway, Metcalf a primit șase nominalizări la Premiul Tony, câștigând Cea mai bună actriță într-o piesă de teatru în 2017 pentru interpretarea ei în A Doll's House, Partea 2 și Cea mai bună actriță într-o piesă de teatru pentru revigorarea din 2018 a piesei Three Tall Women de Edward Albee .
A câștigat atenția națională pentru interpretarea sa ca Jackie Harris în sitcomul Roseanne (1988-1997, 2018) și spinoff-ul său The Conners (2018-prezent) pentru care a câștigat trei premii Emmy pentru actrița secundară remarcabilă într-un serial de comedie (1992– 1994). Este nominalizată de 11 ori la Premiul Emmy, iar celelalte titluri ale sale de televiziune includ A treia planetă de la Soare, The Norm Show, Frasier, Neveste disperate și Teoria Big Bang. A jucat un rol principal în serialul de comedie HBO Getting On (2013–2015), pentru care a primit aprecieri critice și o nominalizare la Primetime Emmy Award pentru cea mai bună actriță într-un rol principal dintr-un serial de comedie, și a jucat într-un episod din Horace and Pete (2016), câștigând o nominalizare pentru actriță invitată remarcabilă într-un serial dramatic.
Metcalf a jucat în numeroase filme și este cunoscută pentru performanța ei apreciată de critici în filmul de comedie-dramă Lady Bird al lui Greta Gerwig, pentru care a fost nominalizată la Premiul Academiei, Premiul Globul de Aur, Premiul SAG și Premiul BAFTA. Din 1995, a dat voce doamnei Davis, mama lui Andy, în franciza Toy Story.

## Filmografie selectivă

### Actriță de cinema
- 1978 Un matrimonio (A Wedding), regia Robert Altman
- 1985 Căutând-o pe Susan (Desperately Seeking Susan), regia Susan Seidelman
- 1987 Cercasi l'uomo giusto (Making Mr. Right), regia Susan Seidelman
- 1989 Unchiul Buck (L'Oncle Buck), regia John Hughes
- 1990  Affaires privées, regia Mike Figgis
- 1990 O fereastră spre Pacific (Pacific Heights), regia John Schlesinger
- 1991 JFK (JFK), regia Oliver Stone
- 1993 O femeie periculoasă (A Dangerous Woman), regia Stephen Gyllenhaal
- 1994 Occhi nelle tenebre (Blink), regia Michael Apted
- 1995 Părăsind Las Vegas-ul (Leaving La Vegas), regia Mike Figgis
- 1996 Strani miracoli (Dear God), regia Garry Marshall
- 1997 U Turn (U Turn), regia Oliver Stone
- 1997 Scream 2, regia Wes Craven
- 1998 Bulworth (Bulworth), regia Warren Beatty
- 1999 Runaway Bride (Runaway Bride), regia Garry Marshall
- 2005 Dick e Jane - Operazione furto (Fun with Dick and Jane), regia Dean Parisot
- 2007 Georgia Rule (Georgia Rule), regia Garry Marshall
- 2008 Stop-Loss, regia Kimberly Peirce
- 2017 Lady Bird, regia Greta Gerwig
- 2022 Somewhere in Queens, regia Ray Romano